# Vício em mídias sociais
O vício em mídias sociais é uma condição médica causada pelo uso excessivo de mídias sociais. Na opinião de especialistas a nível mundial, nomeadamente o professor Dimitri Christiakis, editor da revista médica JAMA Pediatrics, "enquanto ainda não foi oficialmente estabelecido dentro de um quadro psicopatológico, têm crescido tanto em prevalência quanto na consciência pública como sendo uma condição potencialmente problemática com muitos relações paralelas à desordens reconhecidas e existentes", e pode ser "uma epidemia do século XXI". Ele também afirma que "estamos em meio a uma espécie de experimento natural e incontrolado sob a próxima geração de crianças". O diagnóstico de vício em mídias sociais não é reconhecido pelo Manual de Diagnóstico e Estatístico de Transtornos Mentais. No entanto, um consenso de especialistas em Transtorno de Déficit de Atenção e Hiperatividade (TDAH) é de que a consequência não intencional das mídias sociais para algumas pessoas foi uma perturbação do neurodesenvolvimento na infância e adolescência. Isto é especialmente notável em crianças que possuem risco genético para TDAH.
Em todo o mundo, os especialistas em medicina estão a trabalhar sob uma perspectiva científica. Em dezembro de 2018, os Institutos Nacionais de Saúde dos Estados Unidos em dezembro de 2018, completaram o alistamento de 11 834 jovens em um grande estudo de neuroimagem, que irá analisar diversos fatores no desenvolvimento infantil, incluindo efeitos causados pelo tempo gasto em frente à telas digitais. As mídias sociais têm, de forma muitas vezes não intencional, frequentemente alterado a formas com que as crianças pensam, interagem e se desenvolvem, por vezes positivamente, e em outras muito negativamente. Enquanto que problemas de saúde mental têm ocorrido ao longo da história humana, os cientistas não possuem certeza de como as mídias sociais se relacionam diretamente aos resultados de saúde mental atuais. Tais resultados mostram dependência do indivíduo e da plataforma de mídia social utilizada. Há uma correlação comprovada entre os diagnósticos de dependência crônica de internet e TDAH.
Aqueles que possuem tendência ao TDAH estão em risco de desenvolver outras condições neuropsiquiátricas quando não tratados, especialmente em estabelecer privação crônica de sono.

## Contexto

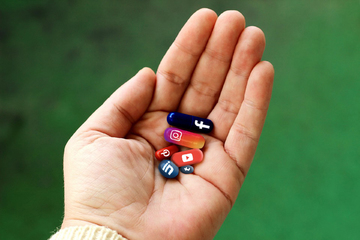
As mídias sociais podem causar vício.

As mídias sociais começaram em 1997 com o SixDegrees.com, o qual considera que qualquer pessoa no mundo pode ser conectada com seis graus de separação. 100 milhões de pessoas tinham acesso à internet no ano 2000, e MySpace foi a primeira rede social largamente utilizada. O Facebook foi fundado em 2004 e possuía 2,27 bilhões de usuários ativos em 2018. O Facebook também possui as plataformas de mídia social do Instagram e Whatsapp.
O vício em internet têm sido reconhecido como uma desordem há vários anos, especialmente na China e na Coreia do Sul. A maior parte dos pesquisadores deste campo de estudo analisaram sob a perspectiva de vício por jogos eletrônicos em vez de mídias sociais.
Alguns cientistas médicos têm mostrado que pessoas do sexo feminino possuem maior tendência de desenvolver o vício em mídias sociais do que pessoas do sexo masculino. Garotas e mulheres são, em geral, menos propensas a serem diagnosticadas com TDAH.
O transtorno do déficit de atenção com hiperatividade (TDAH) é uma desordem do neurodesenvolvimento que permite à profissionais de saúde realizarem um tratamento individual. São conhecidas algumas sobreposições entre os vícios de jogos eletrônicos e mídias sociais e TDAH.

## Neurodesenvolvimento
Desde a infância até pelo menos aos 20 anos de idade, usando o processo de neurogênese e neurólise, os humanos eliminam bilhões de  neurônios em seus cérebros à medida que aprendem e desenvolvem conexões.
 Atualmente, existe uma teoria de que as mídias sociais para pessoas sensíveis podem afetar esse processo. Isso pode ser manifestado por sintomas de TDAH, que incluem desregulagem emocional, incapacidade de concentração, hiperatividade e agitação.
O TDAH é tratado de forma individual, dependendo da pessoa e outras doenças, muitas vezes com sucesso, sem qualquer medicação; continuando na vida adulta para muitos. Há uma teoria evolucionista de que os genes responsáveis pelo TDAH possuiam anteriormente funções adaptativas e de que muitas pessoas apresentam problemas semelhantes. As mídias sociais parecem ter exacerbado esses problemas de forma que todas as pessoas jovens com algum risco de vício de origem genética estejam agora em elevados riscos de dependência de qualquer objeto/estimulante.

## Estratégias
O Facebook e outras companhias têm estado sob muitas críticas nos últimos anos. Embora estas teorias tenham sido controversas por um bom tempo, muitas pessoas irão dedicar trabalho a este tema.